# Kerri Strug
Kerri Allyson Strug Fischer (Tucson, 19 novembre 1977) è un'ex ginnasta statunitense.

## Palmarès

### Olimpiadi
- 2 medaglie:
  - 1 oro (Atlanta 1996 nel concorso a squadre)
  - 1 bronzo (Barcellona 1992 nel concorso a squadre)

### Mondiali
- 3 medaglie:
  - 2 argenti (Indianapolis 1991 nel concorso a squadre; Dortmund 1994 nel concorso a squadre)
  - 1 bronzo (Sabae 1995 nel concorso a squadre)